# ペンヌ
ペンヌ （Penne、オック語:Pena）は、フランス、オクシタニー地域圏、タルヌ県のコミューン。

## 地理
アヴェロン川左岸を見下ろす岩の露頭の上にしがみつくようにしてあるペンヌの古い村落は、ペンヌ城の廃墟が目を引く位置を占めている。タルヌ＝エ＝ガロンヌ県と接している。
鉄道路線のレクソス・ア・モントーバン路線が通っていた。この路線は1853年に工事を開始し1858年に開通した。この鉄道路線の旅客サービスは1935年に中断されたが、1940年に刷新され、1955年に完成した。現在、この路線は完全に取り壊され、大部分が県道115号線として使われている。

## 歴史

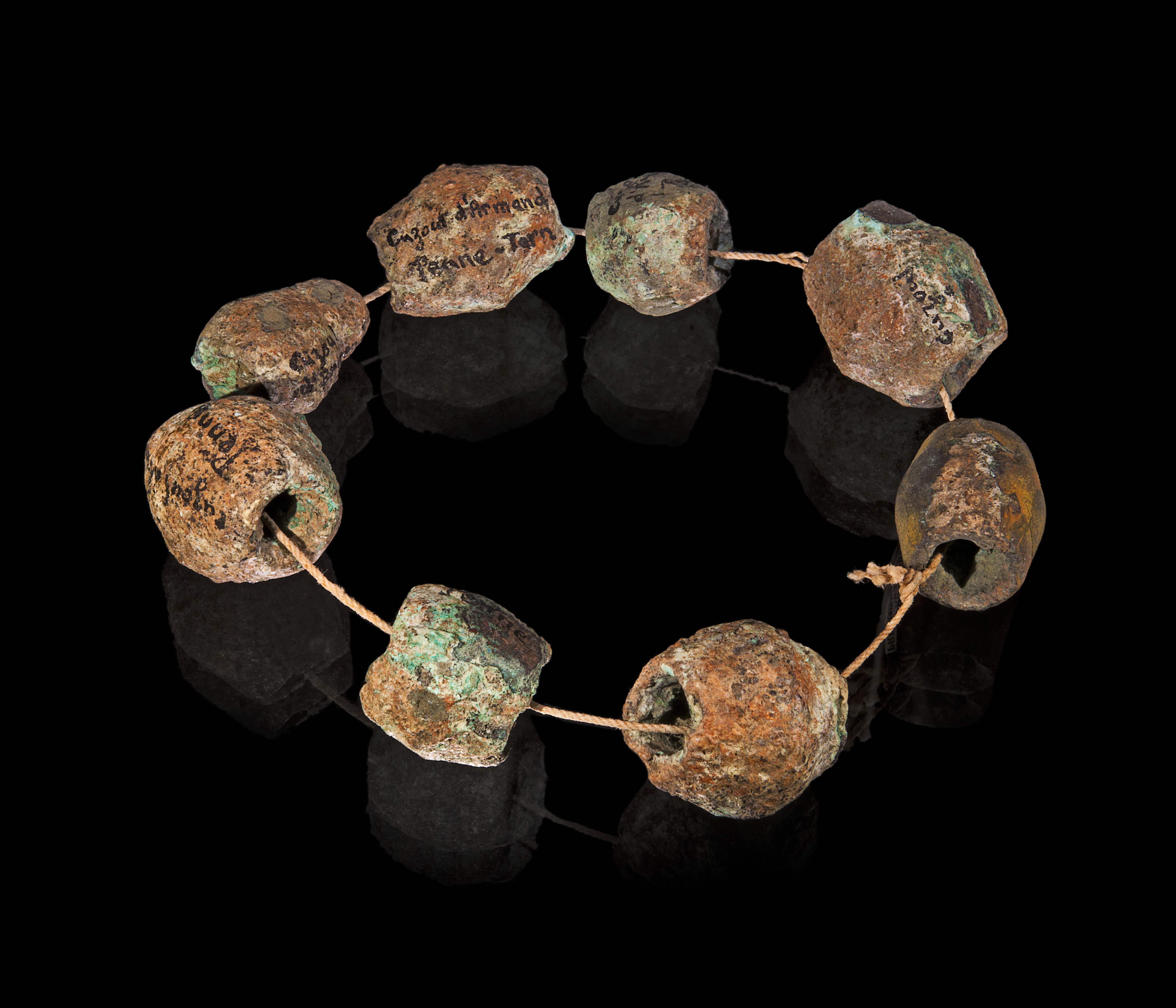
ペンヌで発掘された青銅器の装飾品

19世紀半ば、ジャン・バティスト・ヌレは、ペンヌにあるル・キュゾル・ダルマン洞窟を調査した。青銅器時代の発掘品数点がトゥールーズ博物館に保存されている。
ペンヌ最古の領主の時代である580年、アルビ司教の聖サルヴィの指揮の下で教会が建設された。
12世紀から13世紀にかけ、現在の教会が建てられた。教会は東向きで、村を取り囲む壁の中に組み込まれていた。
ユグノー戦争中の1562年、ペンヌの新教徒たちとモンフランカンの新教徒たちは、モンリュックの中尉シャリーを退けた。王党派とカトリックの首領ブレーズ・ド・モンリュックはペンヌを攻略し、町の防衛を務めていた女性たちを含む700人の新教徒を虐殺した。1568年には、新教徒の首領フィリップ・ド・ラバスタンがカトリックに与する町を攻めた。教会はこの時部分的に破壊された。
宗教対立が薄れると、教会はオクシタニー風のゴシック様式で修復された。

## 人口統計
| 1962年 | 1968年 | 1975年 | 1982年 | 1990年 | 1999年 | 2007年 | 2014年 |
| ------ | ------ | ------ | ------ | ------ | ------ | ------ | ------ |
| 535    | 504    | 515    | 507    | 516    | 522    | 552    | 575    |

参照元:1962年から1999年までは複数コミューンに住所登録をする者の重複分を除いたもの。それ以降は当該コミューンの人口統計によるもの。1999年までEHESS/Cassini、2006年以降INSEE。

## ギャラリー

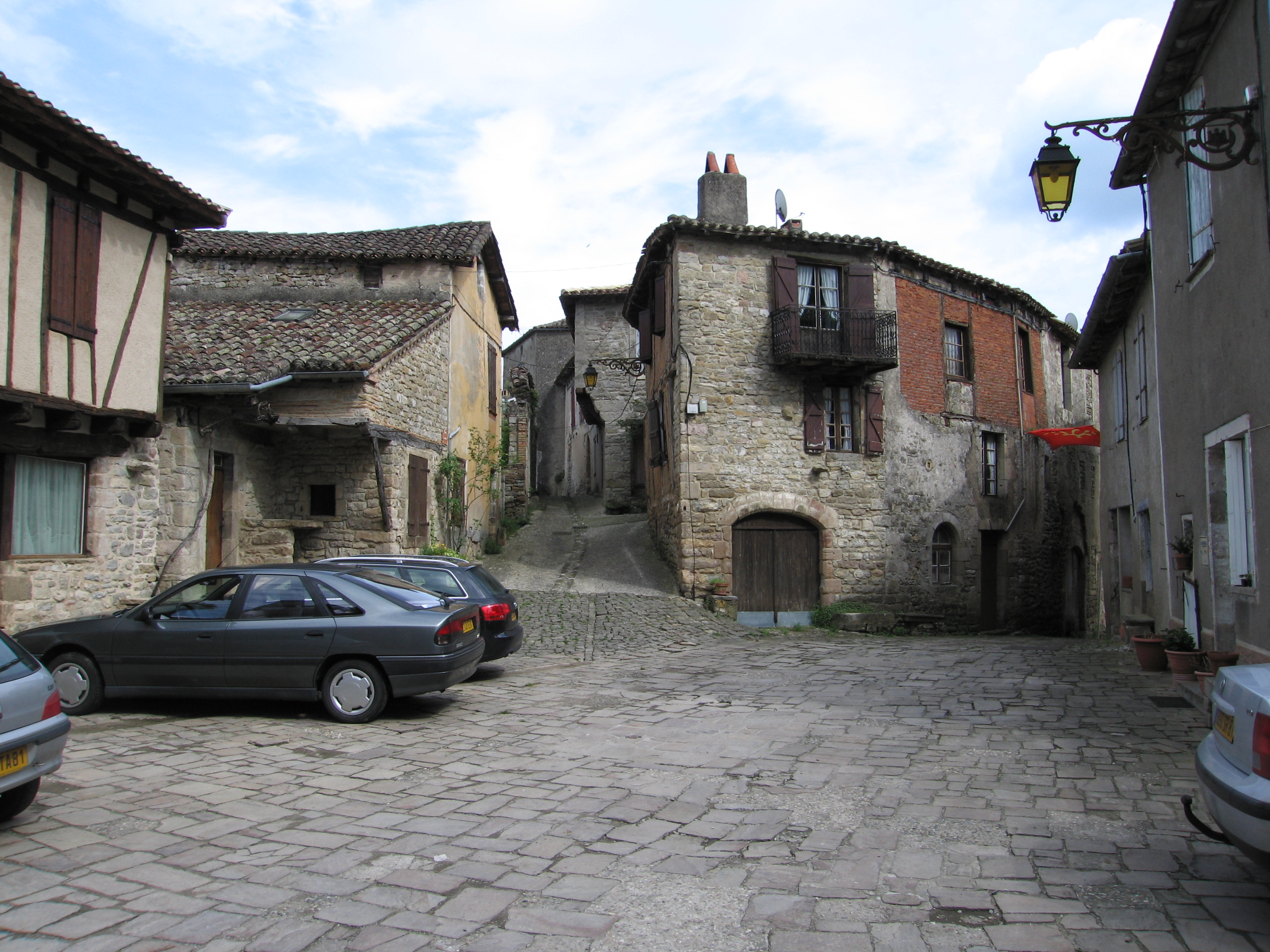
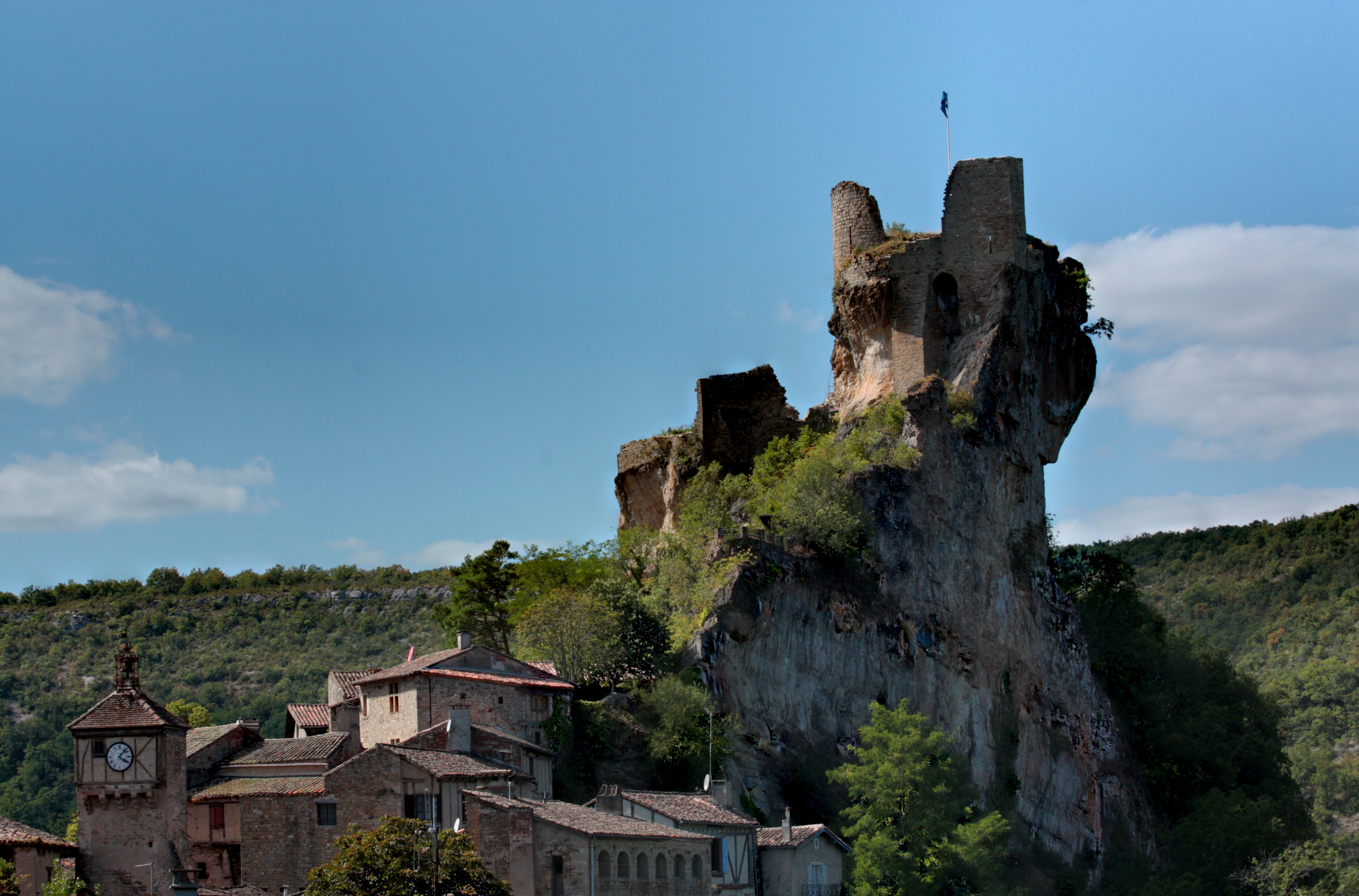
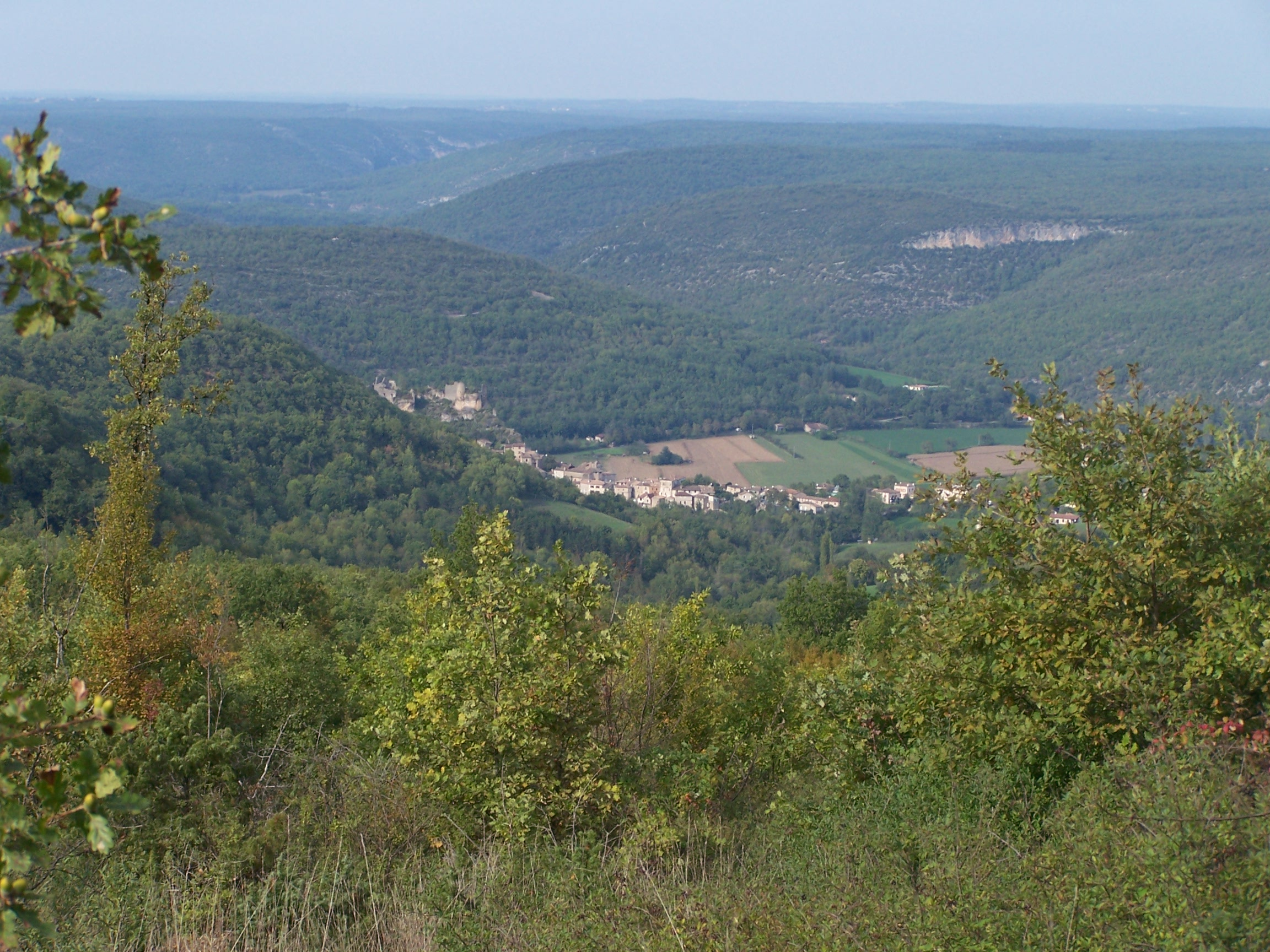
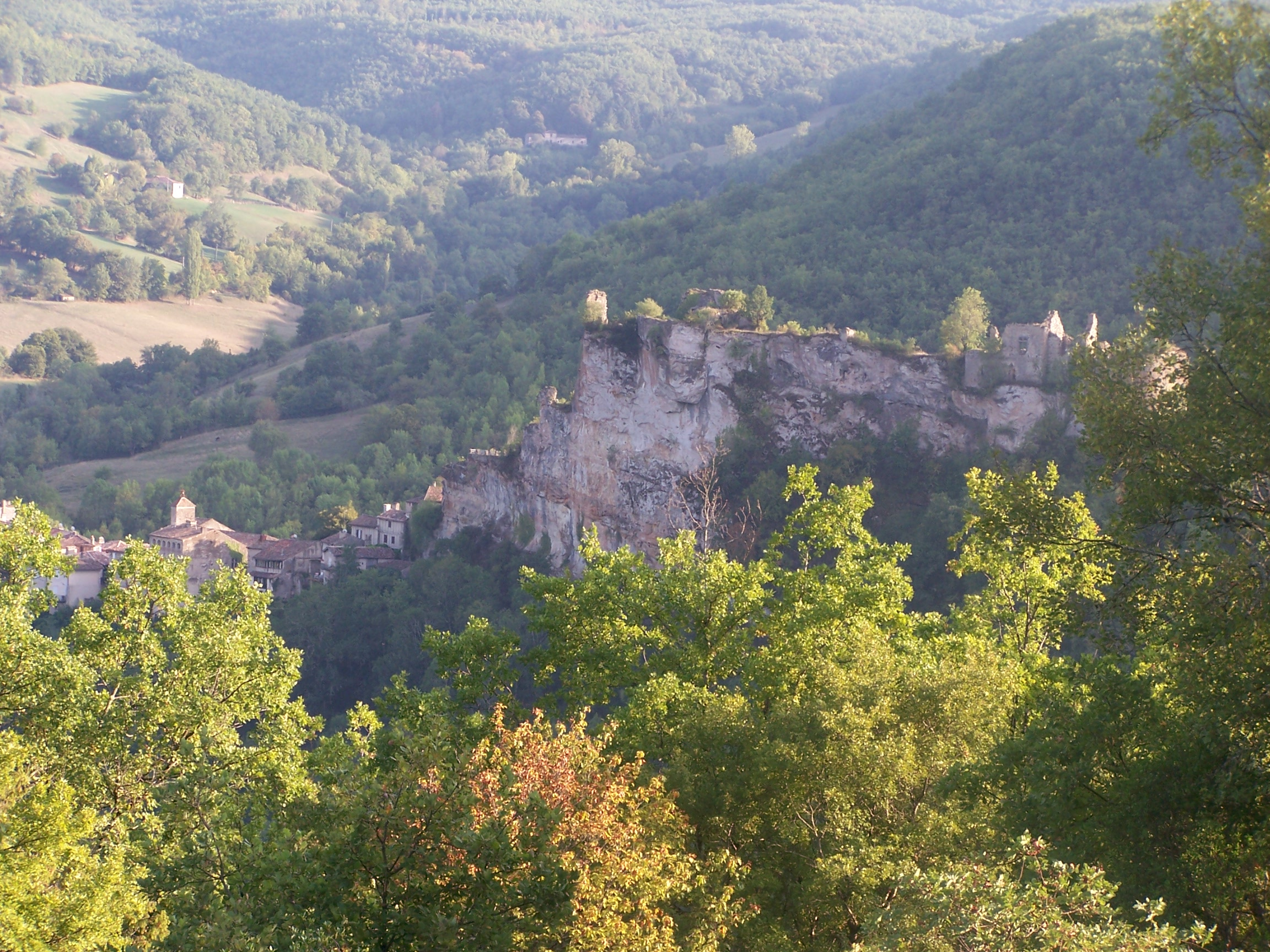
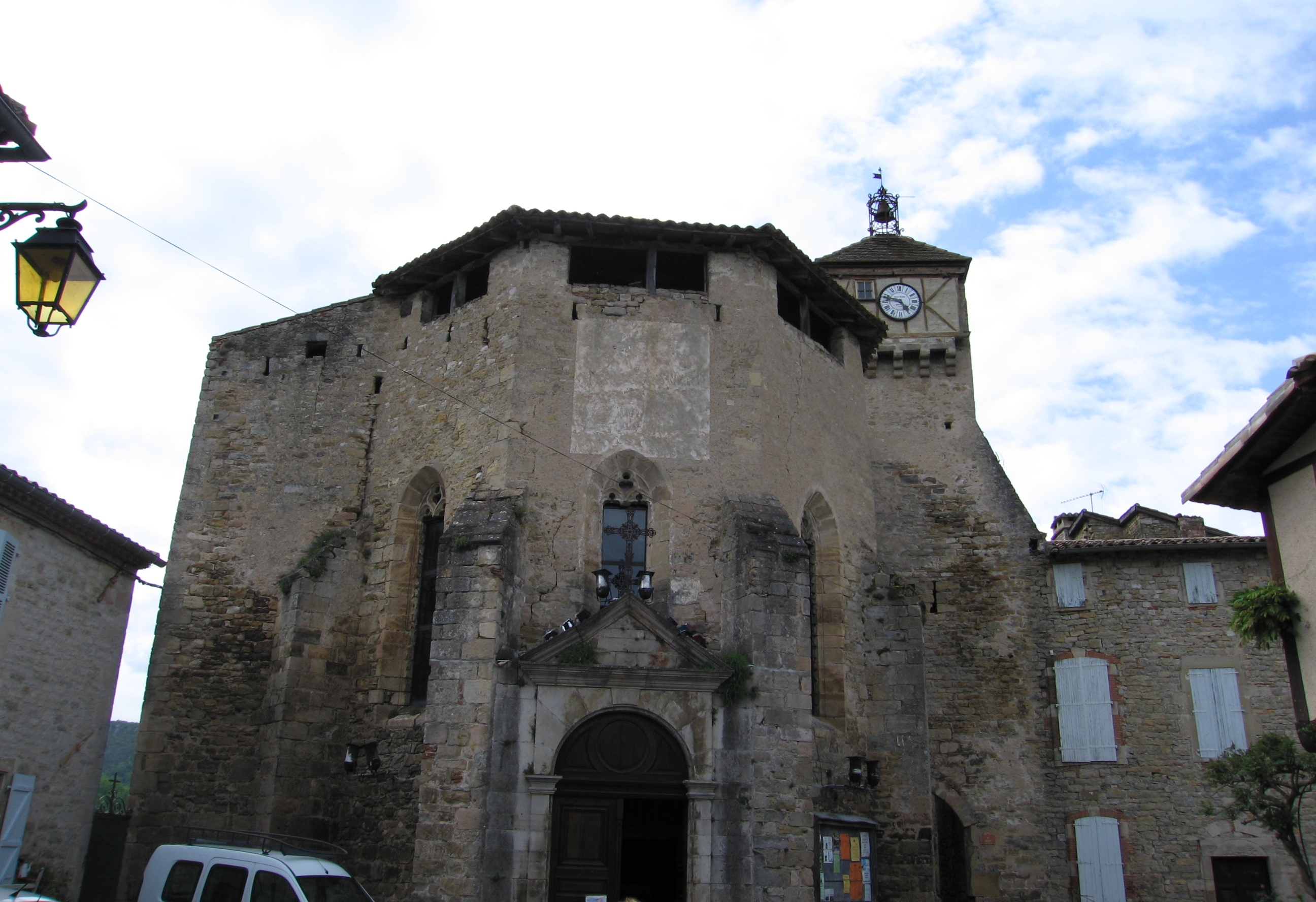